# Siemowit
Siemowit (o también Ziemowit) fue, según las crónicas de Gallus Anonymus, hijo de Piast y Rzepicha. Es considerado uno de los cuatro príncipes legendarios Piastas.
Fue 'Duque' de la tribu polana en el siglo IX después de que su padre campesino, hijo de Chościsko, renunciara a tomar el lugar del legendario Duque Popiel. Siemowit fue elegido como nuevo duque por el wiec, ya que según la leyenda popular, Popiel fue devorado por ratones en su torre junto al lago Gopło.
La única mención de Siemowit, junto a su hijo Leszek y nieto Siemomysł es en una crónica de Gallus Anonymus.
Miecislao I, bisnieto de Siemowit, de la dinastía de los Piastas es considerado el primero en regir en Polonia que fuera bautizado, aunque se ha encontrado evidencias en el sur de Polonia de Cristianos arrianos antes de su reinado.